# Litchborough
Litchborough är en ort och civil parish i Storbritannien.   Den ligger i grevskapet Northamptonshire i riksdelen England, i den södra delen av landet, 100 km nordväst om huvudstaden London. Litchborough ligger 151 meter över havet och antalet invånare är 300.
Terrängen runt Litchborough är platt. Runt Litchborough är det ganska tätbefolkat, med 129 invånare per kvadratkilometer. Närmaste större samhälle är Northampton, 15,0 km nordost om Litchborough. Trakten runt Litchborough består till största delen av jordbruksmark.